# کدالیش
کدالیش (به لاتین: Kədaliş) (به ارمنی: Քեդալիշ) منطقه‌ای مسکونی در جمهوری آذربایجان است که در شهرستان داش‌کسن واقع شده است.